# ستامنیتسا
ستامنیتسا (به صربی: Stamnica) یک منطقهٔ مسکونی در صربستان است که در پتروواتس نا ملاوی واقع شده‌است.